# Ryan Harrison
Ryan Harrison (Shreveport, 7 mei 1992) is een tennisspeler uit de Verenigde Staten. Hij is prof sinds 2007.
In 2011 won hij het dubbelspeltoernooi van de Campbell's Hall of Fame Championships door aan de zijde van Matthew Ebden het duo Johan Brunström/Adil Shamasdin met 4-6,6-3, [10-5] te verslaan.

## Palmares
| Legenda                       | Legenda               |
| ----------------------------- | --------------------- |
| Grand Slam                    |                       |
| Olympische Spelen             |                       |
| tot 2009                      | vanaf 2009            |
| Tennis Masters Cup            | ATP Finals            |
| ATP Masters Series            | ATP Tour Masters 1000 |
| ATP International Series Gold | ATP Tour 500          |
| ATP International Series      | ATP Tour 250          |

### Enkel
| Nr.                  | Datum            | Toernooi     | Ondergrond    | Tegenstander in finale | Score          | Details |
| -------------------- | ---------------- | ------------ | ------------- | ---------------------- | -------------- | ------- |
| Gewonnen finales     |                  |              |               |                        |                |         |
| 1.                   | 19 februari 2017 | ATP Memphis  | Hardcourt (i) | Nikoloz Basilasjvili   | 6-1, 6-4       | Details |
| Verloren finales     |                  |              |               |                        |                |         |
| 1.                   | 30 juli 2017     | ATP Atlanta  | Hardcourt     | John Isner             | 6-7(6), 6-7(7) | Details |
| 2.                   | 7 januari 2018   | ATP Brisbane | Hardcourt     | Nick Kyrgios           | 4-6, 2-6       | Details |
| 3.                   | 29 juli 2018     | ATP Atlanta  | Hardcourt     | John Isner             | 7-5, 3-6, 4-6  | Details |
| Gewonnen challengers |                  |              |               |                        |                |         |
| 1.                   | 30 januari 2011  | Honolulu     | Hardcourt     | Alex Kuznetsov         | 6-4, 3-6, 6-4  |         |
| 2.                   | 28 april 2013    | Savannah     | Hardcourt     | Facundo Arguello       | 6-2, 6-3       |         |
| 3.                   | 11 januari 2015  | Happy Valley | Hardcourt     | Marcos Baghdatis       | 7-6 (8), 6-4   |         |
| 4.                   | 4 februari 2017  | Dallas       | Hardcourt (i) | Taylor Fritz           | 6-3, 6-3       |         |

### Dubbel
| Nr.                          | Datum            | Toernooi         | Ondergrond    | Partner            | Tegenstanders in finale            | Score                  | Details |
| ---------------------------- | ---------------- | ---------------- | ------------- | ------------------ | ---------------------------------- | ---------------------- | ------- |
| Gewonnen finales herendubbel |                  |                  |               |                    |                                    |                        |         |
| 1.                           | 10 juli 2011     | ATP Newport      | Gras          | Matthew Ebden      | Johan Brunström Adil Shamasdin     | 4–6, 6–3, [10–5]       | Details |
| 2.                           | 22 juli 2012     | ATP Atlanta      | Hardcourt     | Matthew Ebden      | Xavier Malisse Michael Russell     | 6–3, 3-6, [10–6]       | Details |
| 3.                           | 7 mei 2017       | ATP Estoril      | Gravel        | Michael Venus      | David Marrero Tommy Robredo        | 7–5, 6-2               | Details |
| 4.                           | 10 juni 2017     | Roland Garros    | Gravel        | Michael Venus      | Santiago González Donald Young     | 7–6(5), 6-7(4), 6-3    | Details |
| Verloren finales herendubbel |                  |                  |               |                    |                                    |                        |         |
| 1.                           | 19 februari 2017 | ATP Memphis      | Hardcourt (i) | Steve Johnson      | Brian Baker Nikola Mektić          | 3–6, 4–6               | Details |
| 2.                           | 29 juli 2018     | ATP Atlanta      | Hardcourt     | Rajeev Ram         | Nicholas Monroe John-Patrick Smith | 6-3, 6-7(5), [8-10]    | Details |
| 3.                           | 13 januari 2021  | ATP Delray Beach | Hardcourt     | Christian Harrison | Ariel Behar Gonzalo Escobar        | 7-6(5), 6-7(4), [4-10] | Details |
| Gewonnen challengers         |                  |                  |               |                    |                                    |                        |         |
| 1.                           | 24 oktober 2010  | Calabasas        | Hardcourt     | Travis Rettenmaier | Bobby Reynolds Rik De Voest        | 6-3, 6-3               |         |
| 2.                           | 30 januari 2011  | Honolulu         | Hardcourt     | Travis Rettenmaier | Robert Kendrick Alex Kuznetsov     | walk-over              |         |
| 3.                           | 24 april 2016    | Savannah         | Gravel        | Brian Baker        | Purav Raja Divij Sharan            | 5-7, 7-6 (4), 10-8     |         |

## Resultaten grote toernooien
| Legenda | Legenda                          |
| ------- | -------------------------------- |
| g.t.    | geen toernooi gehouden           |
| l.c.    | lagere categorie                 |
| –       | niet deelgenomen                 |
| G       | uitgeschakeld in de groepsfase   |
| 1R      | uitgeschakeld in de eerste ronde |
| 2R      | uitgeschakeld in de tweede ronde |
| 3R      | uitgeschakeld in de derde ronde  |
| 4R      | uitgeschakeld in de vierde ronde |
| KF      | uitgeschakeld in de kwartfinale  |
| HF      | uitgeschakeld in de halve finale |
| F       | de finale verloren               |
| W       | het toernooi gewonnen            |
| w-v     | winst/verlies-balans             |

### Enkelspel
| grandslamtoernooien  |      |      |    |      |      |      |    |      |      |      |      |   |
| Australian Open      | 1R   | 1R   | 1R | 2R   | 1R   | –    | 1R | 2R   | 3R   | 2R   | –    |   |
| Roland Garros        | –    | 1R   | 1R | 2R   | –    | –    | –  | 1R   | 1R   | –    | –    |   |
| Wimbledon            | –    | 2R   | 2R | 1R   | 1R   | –    | –  | 2R   | 2R   | –    | g.t. |   |
| US Open              | 2R   | 1R   | 2R | 1R   | 1R   | 1R   | 3R | 1R   | 1R   | –    | –    |   |
| ATP Masters 1000     |      |      |    |      |      |      |    |      |      |      |      |   |
| Indian Wells         | 2R   | 4R   | 4R | 2R   | 2R   | 2R   | 2R | 1R   | 1R   | 1R   | g.t. |   |
| Miami                | 1R   | 1R   | 2R | 1R   | 2R   | 1R   | –  | 1R   | 1R   | –    | g.t. |   |
| Monte Carlo          | –    | –    | –  | –    | –    | –    | –  | 1R   | –    | –    | g.t. |   |
| Madrid               | –    | –    | 2R | –    | –    | –    | –  | 2R   | 2R   | –    | g.t. |   |
| Rome                 | –    | –    | –  | –    | –    | –    | –  | 2R   | 2R   | –    | –    |   |
| Montreal/Toronto     | –    | –    | –  | –    | –    | –    | 3R | 2R   | 2R   | –    | g.t. |   |
| Cincinnati           | –    | 2R   | 1R | 2R   | –    | –    | –  | 1R   | –    | –    | –    |   |
| Shanghai             | –    | 2R   | 1R | –    | –    | –    | –  | 2R   | –    | –    | g.t. |   |
| Parijs               | –    | –    | –  | –    | –    | –    | –  | 1R   | –    | –    | –    |   |
| olympisch            |      |      |    |      |      |      |    |      |      |      |      |   |
| Olympische Spelen    | g.t. | g.t. | 1R | g.t. | g.t. | g.t. | –  | g.t. | g.t. | g.t. | g.t. |   |
| statistieken         |      |      |    |      |      |      |    |      |      |      |      |   |
| totaal aantal titels | 0    | 0    | 0  | 0    | 0    | 0    | 0  | 1    | 0    | 0    | 0    | 0 |
| eindejaarsranking    | 173  | 79   | 69 | 100  | 191  | 112  | 90 | 47   | 62   | 302  | 479  |   |

### Dubbelspel
| toernooi             | 2008 | 2009 | 2010 | 2011 | 2012 | 2013 | 2014 | 2015 | 2016 | 2017 | 2018 | 2019 | 2020 | 2021 |
| -------------------- | ---- | ---- | ---- | ---- | ---- | ---- | ---- | ---- | ---- | ---- | ---- | ---- | ---- | ---- |
| grandslamtoernooien  |      |      |      |      |      |      |      |      |      |      |      |      |      |      |
| Australian Open      | –    | –    | –    | –    | 1R   | 1R   | 1R   | –    | –    | –    | 1R   | HF   | –    |      |
| Roland Garros        | –    | –    | –    | –    | KF   | –    | –    | –    | –    | W    | 1R   | –    | –    |      |
| Wimbledon            | –    | –    | –    | 1R   | 1R   | –    | 1R   | –    | –    | KF   | 1R   | –    | g.t. |      |
| US Open              | 1R   | 2R   | 2R   | –    | KF   | 2R   | –    | –    | 1R   | 1R   | 3R   | 1R   | 2R   |      |
| ATP Finals           |      |      |      |      |      |      |      |      |      |      |      |      |      |      |
| ATP Finals           | –    | –    | –    | –    | –    | –    | –    | –    | –    | HF   | –    | –    | –    |      |
| ATP Masters 1000     |      |      |      |      |      |      |      |      |      |      |      |      |      |      |
| Indian Wells         | –    | –    | –    | 1R   | 2R   | –    | –    | –    | –    | –    | 1R   | –    | g.t. |      |
| Miami                | –    | –    | 1R   | 1R   | 1R   | 1R   | HF   | KF   | –    | –    | 1R   | –    | g.t. |      |
| Monte Carlo          | –    | –    | –    | –    | –    | –    | –    | –    | –    | –    | –    | –    | g.t. |      |
| Madrid               | l.c. | –    | –    | –    | –    | –    | –    | –    | –    | –    | –    | –    | g.t. |      |
| Rome                 | –    | –    | –    | –    | –    | –    | –    | –    | –    | –    | 1R   | –    | –    |      |
| Montreal/Toronto     | –    | –    | –    | –    | –    | –    | –    | –    | –    | 1R   | –    | –    | g.t. |      |
| Cincinnati           | –    | –    | –    | –    | –    | –    | –    | –    | 2R   | HF   | 2R   | –    | 2R   |      |
| Shanghai             | l.c. | –    | –    | –    | –    | –    | –    | –    | –    | 2R   | –    | –    | g.t. |      |
| Parijs               | –    | –    | –    | –    | –    | –    | –    | –    | –    | –    | –    | –    | –    |      |
| olympisch            |      |      |      |      |      |      |      |      |      |      |      |      |      |      |
| Olympische Spelen    | –    | g.t. | g.t. | g.t. | –    | g.t. | g.t. | g.t. | –    | g.t. | g.t. | g.t. | g.t. |      |
| statistieken         |      |      |      |      |      |      |      |      |      |      |      |      |      |      |
| totaal aantal titels | 0    | 0    | 0    | 1    | 1    | 0    | 0    | 0    | 0    | 2    | 0    | 0    | 0    | 0    |
| eindejaarsranking    | 737  | 422  | 173  | 157  | 62   | 368  | 104  | 203  | 238  | 16   | 102  | 93   | 264  |      |